# فايدو
فايدو أو فيدو (باليونانية: Φαίδων)‏ المعروف أيضا باسم «عن النفس»، هو أحد حوارات أفلاطون الكبيرة من فترته الوسطى، إلى جانب الجمهورية والندوة. ويصور حوار فيدو وفاة سقراط، وهو أيضا الرابع والأخير بين حوارات أفلاطون والذي يفصل الأيام الأخيرة من حياة الفيلسوف، بعد يوثيفرو، الدفاع، كريتو.
في الحوار، يناقش سقراط طبيعة الحياة الآخرة في يومه الأخير قبل إعدامه عن طريق شرب الشوكران. وقد سجن سقراط وحكم عليه بالإعدام من قبل لجنة أثينية لعدم إيمانه بآلهة الدولة (رغم أن بعض العلماء يعتقدون أنه كان بسبب دعمه لفكرة «الملك الفيلسوف» بدلا من الديمقراطية)  وإفساد شباب المدينة. تتم رواية الحوار من وجهة نظر أحد طلاب سقراط، وهو فايدو من إيلس. وكان فايدو حاضرا مع سقراط في موته، ويروي الحوار من ذلك اليوم أمام إيخيكراتس، وهو فيلسوف فيثاغوري. من خلال الانخراط في جدلية مع مجموعة من أصدقاء سقراط، مثل كيبيس وسيمياس من طيبة، يلقي سقراط عدة حجج حول خلود الروح لإظهار أن هناك حياة بعد الموت تسكن فيها الروح بعد الوفاة. يروي فيدو أنه شهد هو ورفاقه وفاة سقراط بعد انتهاء المناقشة، وقال انه وآخرين كانوا هناك لتشهد وفاة سقراط.
أحد الموضوعات الرئيسية في الحوار هو فكرة أن الروح خالدة. يقدم سقراط أربع حجج لخلود الروح:
- الحجة الدورية، أو حجة الأضداد توضح أن الأشكال أبدية وثابتة، وكما الروح دائما تجلب الحياة، وبهذا لا يجب أن تموت، وهي باقية بالضرورة. بما أن الجسد هو فاني ويخضع للموت الجسدي، تكون الروح نقيضها وغير قابلة للتدمير. يقيس أفلاطون على النار والبرد. إذا كان البرد غير فاني، فإن النار، وهي نقيضه، كانت على مقربة منه، فإنه سيتعين عليها أن تنسحب كما تفعل الروح خلال الموت. يمكن تشبيه هذه الفكرة بالتأثير المعاكس للمغناطيس.
- نظرية التذكر تفسر أننا نمتلك شيئا من المعرفة غير التجريبية عند الولادة (على سبيل المثال في صورة المساواة)، مما يعني أن الروح كانت موجودة قبل الولادة لتحمل معها تلك المعرفة. هذه النظرية موجودة في حوار آخر لأفلاطون هو مينو، رغم أنه في هذه الحالة فإن سقراط يقول أن فرضية السوابق (المعرفة السابقة من كل شيء)، ليست واضحة كما في حوار فيدو.
- حجة الانجذاب، وتوضح أن الأمور الخفية والخالدة والمعنوية تختلف عن الأشياء المرئية والبشرية والمادية. والروح هو من الفرع الأول، في حين أن الجسم من الفرع الأخير، وبذلك عندما تموت أجسادنا وتضمحل، ستستمر روحنا بالعيش.
- حجة شكل الحياة، أو الحجة النهائية توضح أن الأشكال والكيانات المادية والثابتة، هي السبب في كل شيء في العالم، وجميع الأشياء تشارك في الأشكال. على سبيل المثال، تشارك الأشياء الجميلة في شكل الجمال؛ ويشارك العدد أربعة يشارك في شكل التساوي، وما إلى ذلك. والروح، بحكم طبيعتها، تشارك في شكل الحياة، ما يعني أن الروح لا تموت أبدا.

وقد ترجم الحوار إلى من اليونانية إلى اللاتينية أول مرة في عام 1160 من قبل هنري أريستبوس.